# Ryszard Ławrynowicz
Ryszard Ławrynowicz (ur. 30 sierpnia 1947 w Świnoujściu, zm. 2 czerwca 2024 w Kołobrzegu) – polski samorządowiec, naczelnik gminy Kołobrzeg (1973–1987), starosta powiatu kołobrzeskiego (1998–2006). 

## Życiorys

### Wykształcenie i praca zawodowa
W 1964 roku ukończył Liceum Ogólnokształcące w Goleniowie. Ukończył studia w Wyższej Szkole Rolniczej w Szczecinie, w 1969 roku uzyskał magistra inżyniera rolnictwa. W latach 1969–1983 zatrudniony w Powiatowej Radzie Narodowej w Kołobrzegu, w wydziale rolnictwa. W 1973 roku został powołany na stanowisko kierownika Gminnej Służby Rolnej w Siemyślu. Następnie pracował jako inspektor wojewódzki w Wydziale Kultury Fizycznej i Sportu Urzędu Wojewódzkiego w Koszalinie. W 1978 roku ukończył studium podyplomowe z prawa i administracji na Uniwersytecie im. Adama Mickiewicza w Poznaniu. 
Od 1990 do 1994 sprawował funkcję prezesa Gminnej Spółdzielni „Samopomoc Chłopska”. W latach 1995–1999 był kierownikiem Urzędu Rejonowego. W 1997 roku ukończył studia podyplomowe z zastosowania informatyki na Politechnice Koszalińskiej oraz studia podyplomowe z finansów i rachunkowości. 

### Działalność samorządowa
Od 1973 do 1987 roku pełnił urząd naczelnika gminy Kołobrzeg. Od 1988 do 1990 roku był wiceprezydentem Kołobrzegu. W 1994 roku został radnym, a także członkiem zarządu miasta. W wyborach w 1998 roku został radnym powiatu kołobrzeskiego I kadencji, a 9 listopada tego samego roku także jego pierwszym starostą. W wyborach samorządowych w 2002 roku utrzymał mandat radnego powiatu, został także ponownie wybrany starostą. 27 listopada 2006 na tej funkcji zastąpił go Artur Mackiewicz. 
W wyborach w 2006 roku uzyskał reelekcję jako radny powiatu kandydując z list Lewicy i Demokratów w okręgu 2. Uzyskał 491 głosów (13,85%). Uzyskał reelekcję również w wyborach w 2010 roku, otrzymał 323 głosy (8,4%) kandydując z list Sojuszu Lewicy Demokratycznej. W 2014 roku utrzymał mandat z wynikiem 225 głosów (7,61%). W wyborach w 2018 roku bezskutecznie ubiegał się o reelekcję, otrzymał 138 głosów. 

## Odznaczenia i wyróżnienia
- Brązowy Krzyż Zasługi
- Srebrny Krzyż Zasługi
- Złoty Krzyż Zasługi (1997)[10]
- Krzyż Kawalerski Orderu Odrodzenia Polski (2004)[11]

## Życie prywatne
Był żonaty z Kazimierą, para miała dwie córki – Agnieszkę i Justynę.